# Jarrad Branthwaite
Jarrad Paul Branthwaite (Carlisle, 2002. június 27. –) angol válogatott labdarúgó, a Premier League-ben szereplő Everton hátvédje.

## Pályafutása

### Klubcsapatokban

#### Carlisle United
Branthwaite 2019. március 16-ban szerepelt először a csapat cserepadján, a Forest Green Rovers ellen. Még hétszer ült a padon a szezonban a negyedosztályban.
A 2019–2020-as szezonban sorozatban tizenháromszor ült a padon, mielőtt október 19-én végre bemutatkozott a Carlisle United színeiben, 17 évesen, mikor kezdőként szerepelt a Plymouth Argyle elleni vereség során. Először az EFL Trophy sorozatban szerzett gólt, a Morecambe ellen, november 12-én. A mérkőzésen a csapat történetének legfiatalabb gólszerzője és legfiatalabb csapatkapitánya lett.

#### Everton
2020. január 13-án Branthwaite két és fél évre az Everton csapatához szerződött. Július 12-én mutatkozott be, Leighton Baines cseréjeként, a Wolverhampton Wanderers elleni 3–0-ás vereség során. Hazai pályán az Aston Villa ellen játszott először, ismét csereként, ezúttal a megsérült Mason Holgate helyett. Július 20-án kezdett először, a Sheffield United ellen, miután meghosszabbította szerződését 2023-ig. A mérkőzés legjobbjának választották.

##### 2020–2021: Blackburn Rovers-kölcsön
2021. január 14-én, miután a szezon első felében csak egyszer lépett pályára, a ligakupában, az Everton kölcsönadta a másodosztályú Blackburn Rovers csapatának az évad végéig. Két nappal később mutatkozott be először, kezdőként lejátszva az egész találkozót a Stoke City ellen. A szezonja idő előtt véget ért, április 21-én, miután megsérült a bokája. Összesen tíz bajnokin szerepelt, mind kezdőként.

##### 2021–2022
2021. december 16-án először szerepelt kezdőként a Premier League-ben és megszerezte első gólját is.

##### 2022–2023: Kölcsönben a PSV játékosaként
2022. július 17-én Branthwaite csatlakozott a PSV-hez a teljes szezonra. A 2023-as holland kupa döntőjében öngólt szerzett az Ajax ellen, de így is győztesek lettek, büntetőkkel.

##### 2023–2024: Az Everton fontos játékosaként
Azt követően, hogy a 2023–2024-es szezont csereként kezdte, Branthwaite kezdőként szerepelt a Wolverhampton Wanderers ellen augusztus 26-án. Ezt követően továbbra is kezdőként játszott és októberben 2027-ig meghosszabbította szerződését. Első gólját hazai pályán február 3-án lőtte, a 94. percben, a Tottenham Hotspur elleni 2–2-es döntetlen során.

## Statisztika
2024. március 9-i állapot szerint.
| Csapat                        | Szezon           | Bajnokság        | Bajnokság | Bajnokság | Kupa | Kupa  | Ligakupa | Ligakupa | Nemzetközi | Nemzetközi | Egyéb | Egyéb | Összesen | Összesen |
| Csapat                        | Szezon           | Osztály          | P.        | Gólok     | P.   | Gólok | P.       | Gólok    | P.         | Gólok      | P.    | Gólok | P.       | Gólok    |
| ----------------------------- | ---------------- | ---------------- | --------- | --------- | ---- | ----- | -------- | -------- | ---------- | ---------- | ----- | ----- | -------- | -------- |
| Carlisle United               | 2018–2019        | League Two       | 0         | 0         | 0    | 0     | 0        | 0        | —          | —          | 0     | 0     | 0        | 0        |
| Carlisle United               | 2019–2020        | League Two       | 9         | 0         | 2    | 0     | 0        | 0        | —          | —          | 3     | 1     | 14       | 1        |
| Carlisle United               | Összesen         | Összesen         | 9         | 0         | 2    | 0     | 0        | 0        | —          | —          | 3     | 1     | 14       | 1        |
| Everton                       | 2019–2020        | Premier League   | 4         | 0         | 0    | 0     | 0        | 0        | —          | —          | —     | —     | 4        | 0        |
| Everton                       | 2020–2021        | Premier League   | 0         | 0         | 0    | 0     | 1        | 0        | —          | —          | —     | —     | 1        | 0        |
| Everton                       | 2021–2022        | Premier League   | 6         | 1         | 1    | 0     | 1        | 0        | —          | —          | —     | —     | 8        | 1        |
| Everton                       | 2023–2024        | Premier League   | 25        | 2         | 3    | 0     | 3        | 0        | —          | —          | —     | —     | 31       | 2        |
| Everton                       | Összesen         | Összesen         | 35        | 3         | 4    | 0     | 5        | 0        | —          | —          | —     | —     | 44       | 3        |
| Blackburn Rovers (kölcsönben) | 2020–2021        | Championship     | 10        | 0         | 0    | 0     | 0        | 0        | —          | —          | —     | —     | 10       | 0        |
| PSV (kölcsönben)              | 2022–2023        | Eredivisie       | 27        | 2         | 4    | 2     | 0        | 0        | 5          | 0          | —     | —     | 36       | 4        |
| Jong PSV (kölcsönben)         | 2022–2023        | Eerste Divisie   | 1         | 0         | —    | —     | —        | —        | —          | —          | —     | —     | 1        | 0        |
| Karrier összesen              | Karrier összesen | Karrier összesen | 82        | 5         | 10   | 2     | 5        | 0        | 5          | 0          | 3     | 1     | 105      | 8        |

1. ↑  Pályára lépések az EFL Trophyban
2. ↑  Két pályára lépés az UEFA-bajnokok ligájában, három az Európa-ligában

## Sikerek és díjak
PSV Eindhoven
- Holland kupagyőztes: 2022–2023[18]

Anglia U21
- U21-es Európa-bajnok: 2023[25]